# Tabanus yablonicus
Tabanus yablonicus är en tvåvingeart som beskrevs av Sadao Takagi 1941. Tabanus yablonicus ingår i släktet Tabanus och familjen bromsar. Inga underarter finns listade i Catalogue of Life.